# Yannick Manoo
Yannick Manoo (ur. 7 lipca 1991) – seszelski piłkarz grający na pozycji środkowego obrońcy. Od 2013 jest zawodnikiem klubu St Michel United FC.

## Kariera klubowa
Swoją karierę piłkarską Manoo rozpoczął w klubie St Francis FC. W 2011 roku zadebiutował w nim w pierwszej lidze seszelskiej. W 2013 roku przeszedł do St Michel United FC. Wywalczył z nim dwa tytuły mistrza Seszeli w sezonach 2014 i 2015 oraz trzy wicemistrzostwa tego kraju w sezonach 2016, 2021/2022 i 2022/2023. Zdobył też Puchar Seszeli w 2016.

## Kariera reprezentacyjna
W reprezentacji Seszeli Manoo zadebiutował 8 lipca 2013 roku w przegranym 2:4 meczu COSAFA Cup 2013 z Namibią.